# Žilina
Žilina (deutsch Sillein oder Silein, ungarisch Zsolna, polnisch Żylina, lateinisch Solna) ist eine wichtige Industriestadt und Zentrum der Nordwest-Slowakei mit 80.257 Einwohnern (Stand 31. Dezember 2024). Die Stadt ist Hauptstadt des Bezirks Žilina (Žilinský kraj) und der Namensgeber und die wichtigste Stadt des gleichnamigen Kreises Žilina.

## Geographie

### Lage
Žilina liegt im Talkessel Žilinská kotlina (Silleiner Kessel) unweit der Grenzen zu Tschechien und Polen und ist von zahlreichen Gebirgen umschlossen. Hierzu gehören Javorníky im Nordwesten, Kysucká vrchovina (Kischützer Bergland) im Nordosten, Kleine Fatra im Osten und Süden und Súľovské vrchy im Südwesten, die alle zu den Westkarpaten gehörten. Der Hauptfluss ist die Waag, die hier von Osten nach Westen fließt und in der Stadt zwei Flüsse aufnimmt: die Kysuca von Norden und die Rajčianka von Süden. Žilina ist zugleich die größte an der Waag gelegene Stadt. In unmittelbarer Nähe der Stadt befinden sich an der Waag zwei Stauseen: der Hričov-Stausee (2,53 km²) im Westen und der neuere Žilina-Stausee (2,55 km², Silleiner Stausee) im Osten. Beide dienen neben dem Hochwasserschutz auch dem Tourismus und der Stromerzeugung. Die Hauptstadt Bratislava ist 200 km südwestlich gelegen. Die Stadt bedeckt eine Fläche von 80,028 km², die Seehöhe des Marktplatzes (Mariánske námestie) beträgt 345 m n.m.

### Nachbargemeinden
Nachbargemeinden von Žilina sind im Uhrzeigersinn Rudinka, Kysucké Nové Mesto im Norden, Snežnica, Radoľa, Lopušné Pažite und Dolný Vadičov im Nordosten, Kotrčiná Lúčka, Teplička nad Váhom, Mojš, Gbeľany und Strečno im Osten, Stráňavy, Višňové und Rosina im Südosten, Lietavská Lúčka im Süden, Lietava, Brezany und Hôrky im Südwesten, Bitarová, Ovčiarsko, Dolný Hričov und Horný Hričov im Westen sowie Kunerad und Divina im Nordwesten.

### Klima
|                       | Jan  | Feb  | Mär  | Apr | Mai  | Jun  | Jul  | Aug  | Sep  | Okt | Nov  | Dez  |   |      |
| Mittl. Tagesmax. (°C) | 0,9  | 3,7  | 8,7  | 14  | 19,6 | 22,2 | 24   | 24,2 | 19,2 | 14  | 6,4  | 1,9  | ⌀ | 13,3 |
| Mittl. Tagesmin. (°C) | −5,8 | −4,6 | −1,3 | 2,5 | 7,3  | 10,1 | 11,5 | 11,2 | 8    | 3,9 | −0,1 | −3,7 | ⌀ | 3,3  |
|                       |      |      |      |     |      |      |      |      |      |     |      |      |   |      |
| Niederschlag (mm)     | 45   | 34   | 40   | 51  | 79   | 96   | 93   | 83   | 71   | 49  | 54   | 54   | Σ | 749  |
|                       |      |      |      |     |      |      |      |      |      |     |      |      |   |      |
| Regentage (d)         | 14   | 12   | 13   | 13  | 15   | 16   | 14   | 13   | 12   | 12  | 15   | 16   | Σ | 165  |

| −5,8 |

| −4,6 |

| −1,3 |

| 2,5 |

| 7,3 |

| 10,1 |

| 11,5 |

| 11,2 |

| 8 |

| 3,9 |

| −0,1 |

| −3,7 |

| −5,8 |

| −4,6 |

| −1,3 |

| 2,5 |

| 7,3 |

| 10,1 |

| 11,5 |

| 11,2 |

| 8 |

| 3,9 |

| −0,1 |

| −3,7 |

## Geschichte

### Frühe Geschichte und Mittelalter
Die Stadt Žilina ist ein alter Siedlungsplatz (Altsteinzeit, Lausitzer Kultur, Puchauer Kultur). In der Zeit Großmährens befand sich hier eine slawische/slowakische Siedlung. Im 12. Jahrhundert stand hier eine romanische Kirche.

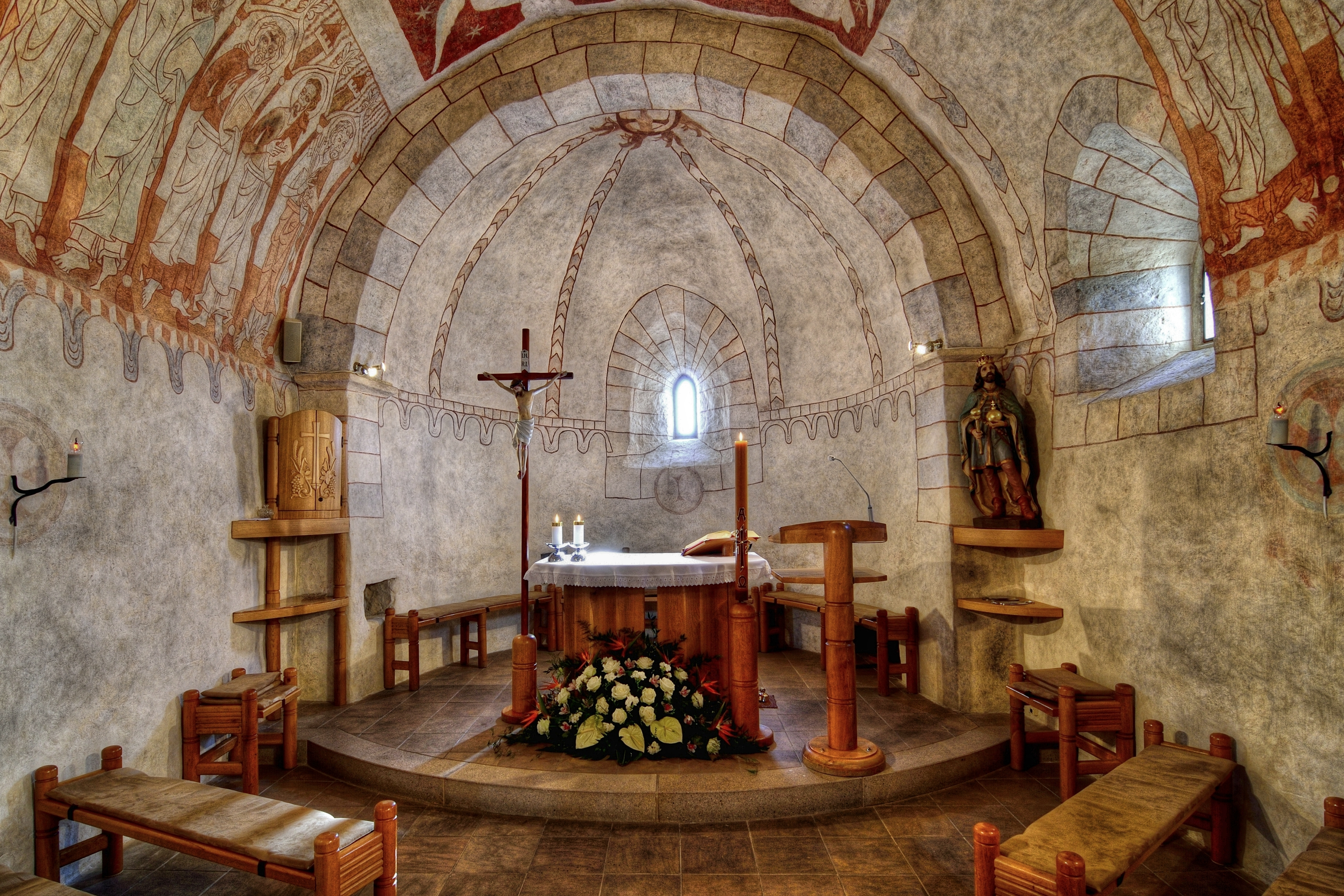
Die Kirche des Hl. Königs Stephan im Stadtteil Dolné Rudiny ist die älteste architektonische Sehenswürdigkeit auf dem Gebiet von Žilina

Im Mittelalter war Žilina lediglich eine Kleinstadt (weniger als 1000 Einwohner). Der erste Quellenbeleg stammt von 1208 in der Form terra de Selinan (siehe unten). Das Zentrum der alten slawischen Stadt Žilina befand sich in der Nähe der Kirche des Heiligen Königs Stephan im Stadtteil Rudiny. Die Kirche blieb bis heute als das einzige Denkmal aus dieser Zeit erhalten.

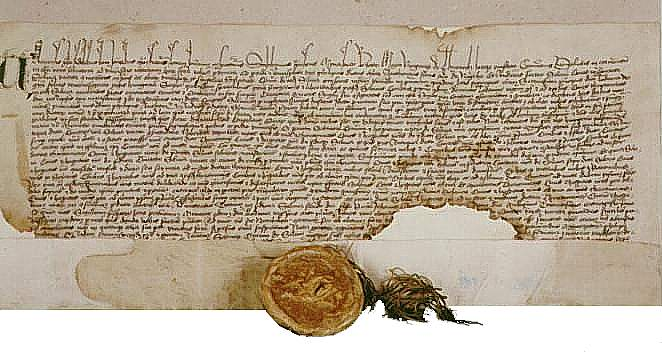
Privilegium pro Slavis von Ludwig I. 1381, nach dem jeweils die Hälfte des Stadtrates von deutschsprachigen und slawischsprachigen (slowakischen) Stadtbürgern gewählt wird.

In der Nähe der alten Stadt, die Ende des 13. Jahrhunderts zerstört wurde, legten deutsche Kolonisten aus dem schlesischen Fürstentum Teschen Anfang des 14. Jahrhunderts eine neue Siedlung an. Vor dem Jahr 1312 erhielt Žilina die Stadtrechte. 1321 bekam Žilina durch den König Karl Robert das Marktrecht sowie das Meilenrecht zugesprochen. Die Stadt wurde zum Zentrum von Handwerk, Handel und Verwaltung für zahlreiche Gemeinden der nordwestlichen Slowakei. Zu den wertvollsten Dokumenten gehört die als Privilegium pro Slavis bezeichnete Urkunde von König Ludwig I. dem Großen aus dem Jahr 1381. Mit dieser Urkunde wurden soziale, wirtschaftliche und vor allem nationale Widersprüche zwischen Slowaken und Deutschen geregelt. Der König ordnete darin an, dass der Stadtrat von den Deutschen und Slowaken paritätisch besetzt wird, was angeblich „schon seit der Gründung der Stadt so praktiziert“ wurde. Der Anteil der deutschen Bevölkerung nahm bereits zu dieser Zeit deutlich ab.

### Stadtrechtsbuch

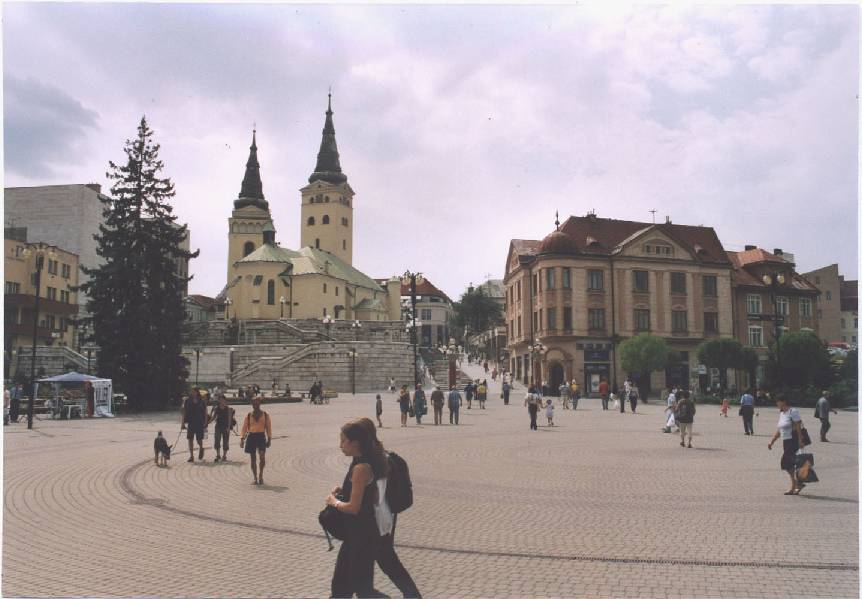
Kirche der Heiligen Dreifaltigkeit und Burian-Turm in Žilina

Das alte Stadtrechtsbuch ist ein sehr wichtiges Sprachdenkmal: Sein erster Teil von 1378 in Spätmittelhochdeutsch enthält das Magdeburger Stadtrecht und einige Gebete. Der zweite Teil von 1473 enthält die Übersetzung des ersten Teils in ein slowakisiertes Tschechisch. Es handelt sich hierbei um den ältesten erhaltenen Rechtstext, der in der damaligen slowakischen Amtssprache verfasst wurde. Der dritte Teil von 1380–1524 enthält diverse Eintragungen auf Deutsch, Latein sowie in slowakisiertem Tschechisch.

### Neuzeit
Im 16. Jahrhundert wurde die Stadt protestantisch. 1610 fand hier die wichtige Synode von Žilina statt, die zum ersten Mal eine protestantische kirchliche Organisation im Königlichen Ungarn festlegte. Gegen Ende des 17. Jahrhunderts setzte jedoch eine starke Rekatholisierung ein und führte wegen des heftigen Widerstands der hiesigen Bürger 1691 zu einem Vertrag, aufgrund dessen die inzwischen königliche Freistadt ihre Rechte verlor und auf eine Untertanenstadt reduziert wurde.
Als Folge von lang anhaltenden Kämpfen, einer Heuschreckenplage (1693), von Hochwasserschäden, Bränden (1521 und 1678 brannte die Stadt fast vollständig ab) und Pestepidemien (1710 und 1713) verfiel die Stadt Ende des 18. und Anfang des 19. Jahrhunderts wirtschaftlich.

### 19. und 20. Jahrhundert

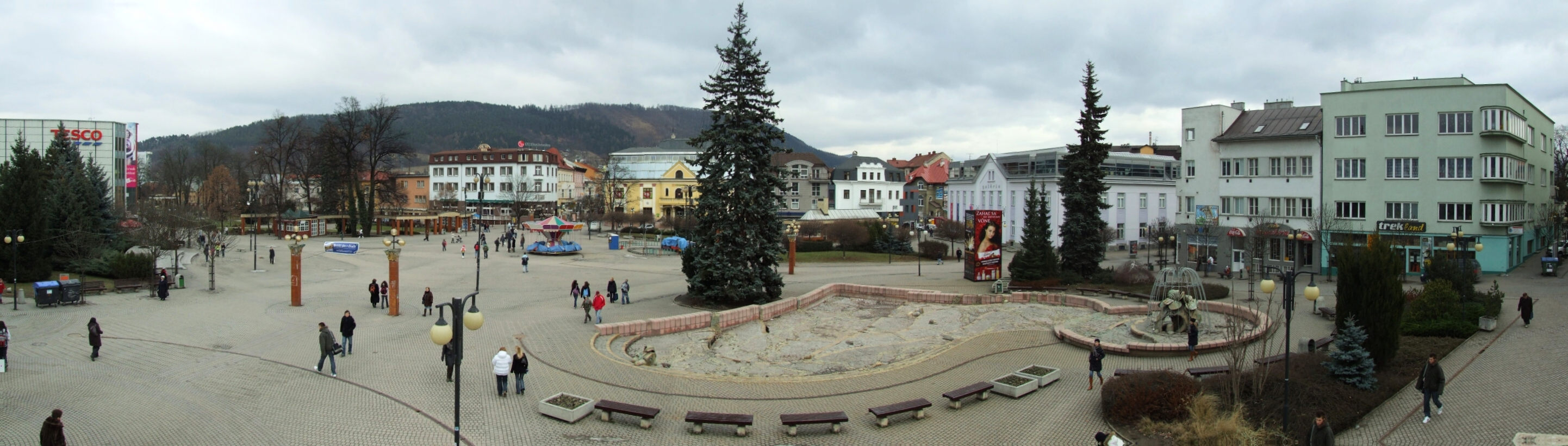
Námestie A. Hlinku

Zu einer wirtschaftlichen Belebung kam es nach dem Ausbau der Bahnstrecke Košice–Bohumín (1871) sowie der Waag-Strecke (1883). Die Stadt wurde zu einem wichtigen Eisenbahnknotenpunkt und erhielt so einen entscheidenden Impuls für die Entwicklung von Industrie (1891 Tuchfabrik, 1892 Kunstdüngerfabrik, 1896 Elektromotorenfabrik und andere).
Vom 11. Dezember 1918 bis 3. Februar 1919 war Žilina Sitz der ersten (vorübergehenden) slowakischen Regierung innerhalb der Tschechoslowakei unter dem Vorsitz Vavro Šrobárs. Am 6. Oktober 1938 wurde hier wiederum die slowakische Autonomie innerhalb der Tschechoslowakei erklärt. Im März 1942 wurde im Norden der Stadt ein Durchgangslager für die Deportation der slowakischen Juden in das 150 km entfernte KZ Auschwitz eingerichtet, es hatte eine Kapazität für über 1000 Menschen, bis Oktober 1942, als das Lager geschlossen wurde, hatten 26 384 Juden den Ort passiert. Die Stadt war auch Schauplatz der ersten Kämpfe des Slowakischen Nationalaufstands, darauf folgte eine deutsche Besatzung, die die Rote Armee am 30. April 1945 beendete.
Nach dem Zweiten Weltkrieg entstanden hier viele neue Unternehmen (Großplattenwerk, Kühlhaus, Ziegelwerk, Stahlkonstruktionen und andere) sowie die Universität Žilina (1953). 1949–1960 und seit 1996 war Žilina Sitz eines Landschaftsverbands. Folgende Gemeinden wurden der Stadt angeschlossen: Bánová (1970), Budatín (1949), Bytčica (1970), Považský Chlmec (1970), Trnové (1970) und Závodie (1949).

### 21. Jahrhundert
In der Nähe der Stadt entstand in den Jahren 2004 bis 2006 das Automobilwerk der Kia Motors Slovakia. Es gilt als das erste europäische Werk des Autoherstellers Kia.

## Geschichte des Stadtnamens
Der erste Quellenbeleg stammt von 1208 in der Form terra de Selinan. Der slowakische Name ist entweder vom Personennamen Žila + Possessivendung -ina („(Das Dorf) von Žila“), oder vom Personennamen Žilin + Endung -jane („Die Leute von Žilin/ die Žilins“) abgeleitet. Die deutsche sowie ungarische Namensform sind aus der slowakischen entstanden.

## Bevölkerung
| Jahr                | 1994   | 2004    | 2014    | 2024    |
| ------------------- | ------ | ------- | ------- | ------- |
| Anzahl der Personen | 86.373 | 85.268  | 81.155  | 80.257  |
| Unterschied         |        | −1,27 % | −4,82 % | −1,10 % |

| Jahr                | 2023   | 2024    |
| ------------------- | ------ | ------- |
| Anzahl der Personen | 80.634 | 80.257  |
| Unterschied         |        | −0,46 % |

Gemäß der Volkszählung 2011 wohnten in Žilina 81.494 Einwohner, davon 74.331 Slowaken, 917 Tschechen, 292 Roma, 101 Mährer, 93 Magyaren, 51 Russinen, 49 Polen, 43 Deutsche, 32 Russen und 27 Ukrainer; alle weiteren Einwohner gehörten entweder zu einer weniger als 25 Angehörige zählenden Ethnie oder zu einer anderen, nicht in den Statistiken aufgeführten Ethnie. 5.393 Einwohner machten keine Angaben. 53.674 Einwohner bekannten sich zur römisch-katholischen Kirche, 2.717 Einwohner zur evangelischen Kirche A. B., 326 Einwohner zur griechisch-katholischen Kirche, 176 Einwohner zu den Zeugen Jehovas, 142 Einwohner zur orthodoxen Kirche, 117 Einwohner zur kongregationalistischen Kirche, 100 Einwohner zur Brüderkirche, 91 Einwohner zur evangelisch-methodistischen Kirche und 52 Einwohner zur reformierten Kirche (Calvinisten); weitere Einwohner bekannten sich entweder zu einer weniger als 50 Angehörigen zählenden Konfession oder zu einer nicht gesondert in Statistiken aufgeführten Konfession. 14.964 Einwohner waren konfessionslos und bei 8.323 Einwohnern wurde die Konfession nicht ermittelt.
Ergebnisse nach der Volkszählung 2001 (85.400 Einwohner):
| Nach Ethnie: - 96,90 % Slowaken - 1,61 % Tschechen - 0,23 % Roma - 0,12 % Magyaren - 0,11 % Mährer - 0,07 % Deutsche | Nach Konfession: - 74,91 % römisch-katholisch - 16,74 % konfessionslos - 3,74 % evangelisch - 3,18 % keine Angabe - 0,31 % griechisch-katholisch - 0,13 % andere |

## Sehenswürdigkeiten

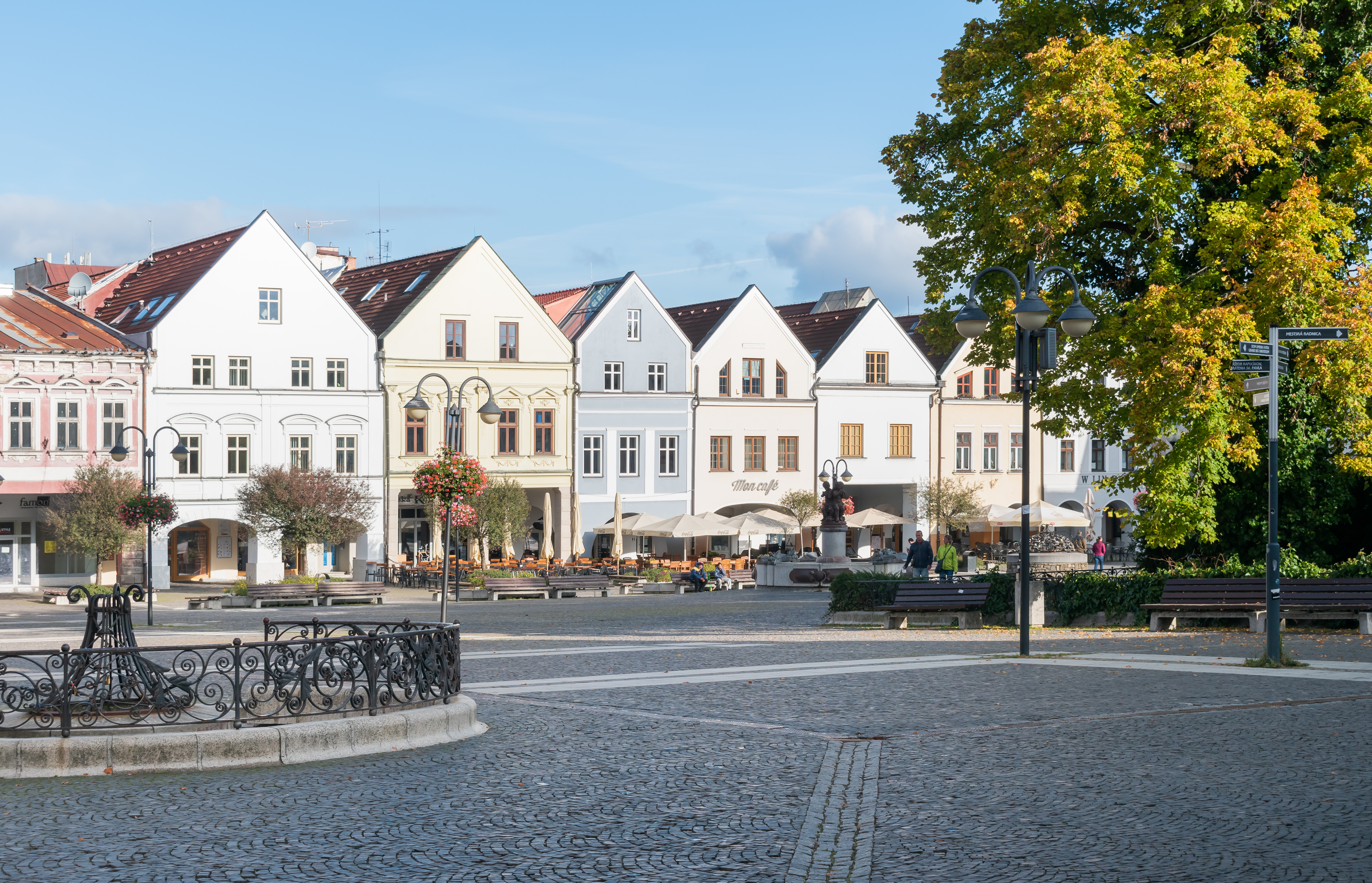
Marktplatz mit Arkaden (Mariánske námestie)

Die Innenstadt von Žilina ist ähnlich der von Bratislava als sehr große Fußgängerzone gestaltet, in der Einkaufsmöglichkeiten und Gastronomie dominieren.
Sonstige Sehenswürdigkeiten:
- sehr gut erhaltener quadratischer mittelalterlicher Marktplatz mit Arkaden, mit:
  - dem alten Rathaus
  - der Jesuiten-Kirche mit einem Kloster

- sonstige Kirchen:
  - katholische Pfarr- und Kathedralkirche der Heiligsten Dreifaltigkeit (slowakisch: „Katedrála Najsvätejšej Trojice“) errichtet 1400.
  - Franziskanerkirche („Kostol sv. Barbory“ oder „Františkánsky kostol“) errichtet 1730.
  - evangelische Kirche (1936 errichtet)
  - Synagoge, errichtet 1928 bis 1934 (siehe auch Jüdischer Friedhof (Žilina))

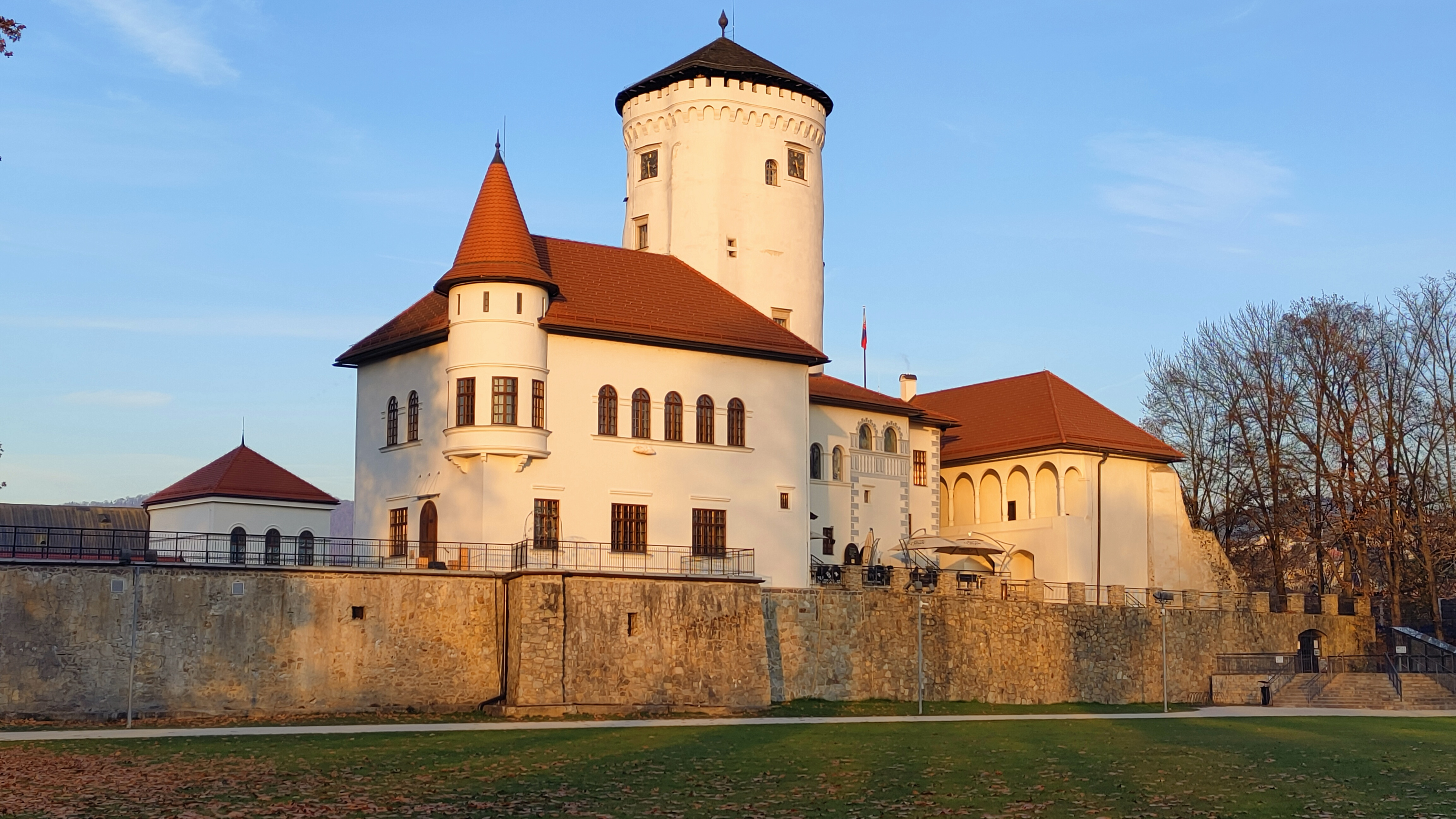
Schloss Budatín, 2024

- Schloss Budatín im Ortsteil Budatín: eine Wasserburg auf dem Nordufer der Waag, die nach 1545 um einen gotischen Wachturm aus dem 13. Jahrhundert herum errichtet wurde. Der Turm wurde lange Zeit als Zollstation benutzt. Zuletzt wurde das Schloss 1849–1923 im klassizistischen Stil erneuert. Heute beherbergt das Schloss ein Museum, dessen ständige Ausstellung dem Drahtbinderhandwerk gewidmet ist.

Im Norden unmittelbar an der Grenze zu Snežnica befindet sich der private Zoo Ranč pri Žiline.

## Sport
Der Fußballclub MŠK Žilina spielt in der Fortuna liga, der höchsten slowakischen Liga und wurde bisher sechsmal slowakischer Meister (zuletzt 2017). In der Saison 2010/11 schafften sie die Qualifikation zur Gruppenphase der UEFA Champions League, schlossen dort allerdings als Gruppenletzter ab. Ein anderer Sportverein ist der Eishockeyclub MsHK Žilina, welcher in der Extraliga teilnimmt und bisher die Liga einmal gewonnen hat.

## Stadtgliederung

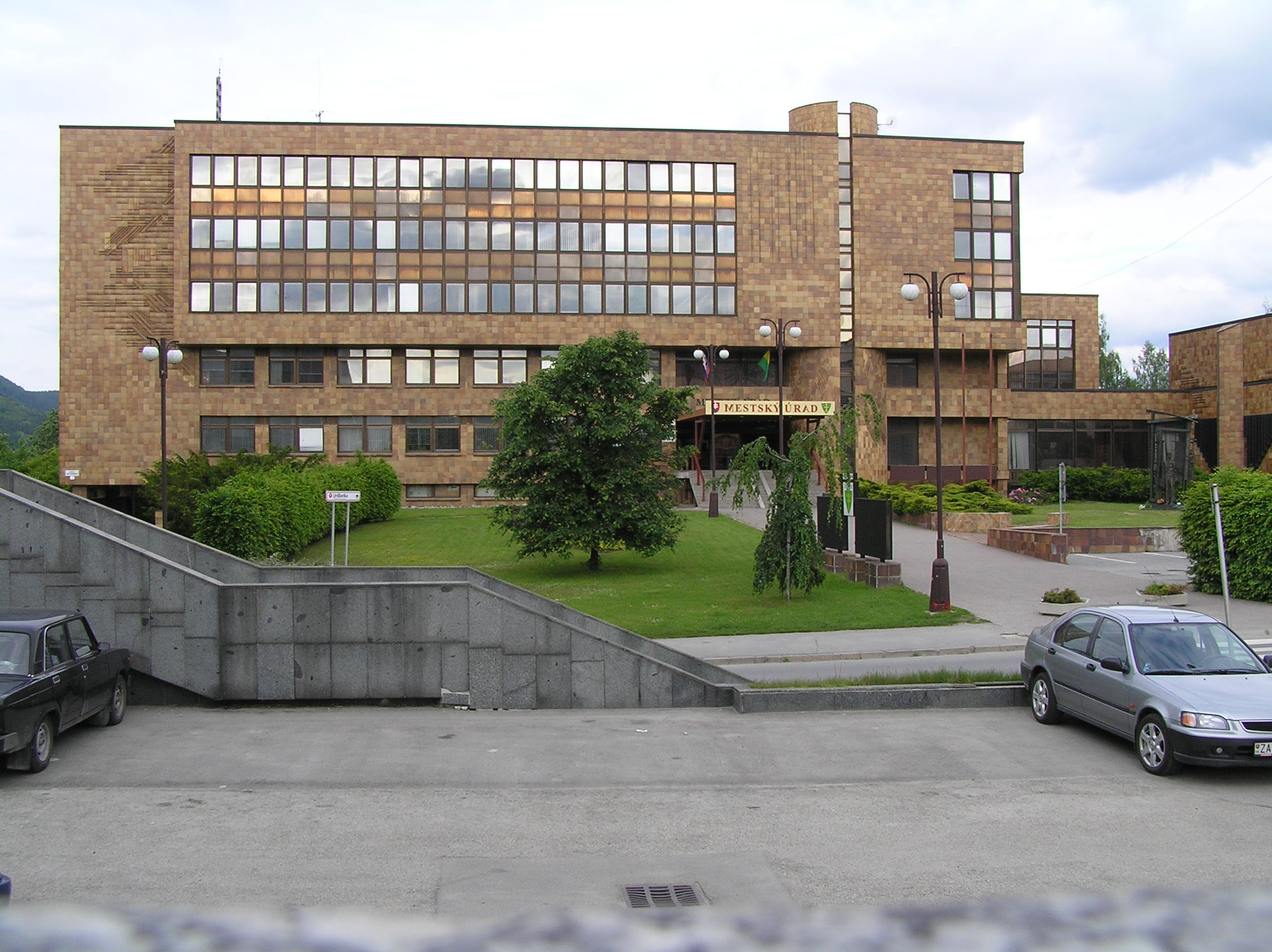
Das Gebäude des Stadtrats von Žilina

Die Stadt besteht offiziell aus folgenden 15 Stadtteilen:
1. Bánová (1970 eingemeindet)
2. Brodno (1980 eingemeindet)
3. Budatín (1949 eingemeindet)
4. Bytčica (1970 eingemeindet)
5. Celulózka
6. Mojšova Lúčka (1980 eingemeindet)
7. Považský Chlmec (1970 eingemeindet)
8. Strážov (1970 eingemeindet)
9. Trnové (1970 eingemeindet)
10. Vranie (1980 eingemeindet)
11. Zádubnie (1980 eingemeindet)
12. Zástranie (1980 eingemeindet)
13. Závodie (1949 eingemeindet)
14. Žilina mit den Stadtvierteln Staré mesto, Hliny, Hájik, Solinky, Vlčince und Rosinky
15. Žilinská Lehota (1980 eingemeindet)

## Verkehr

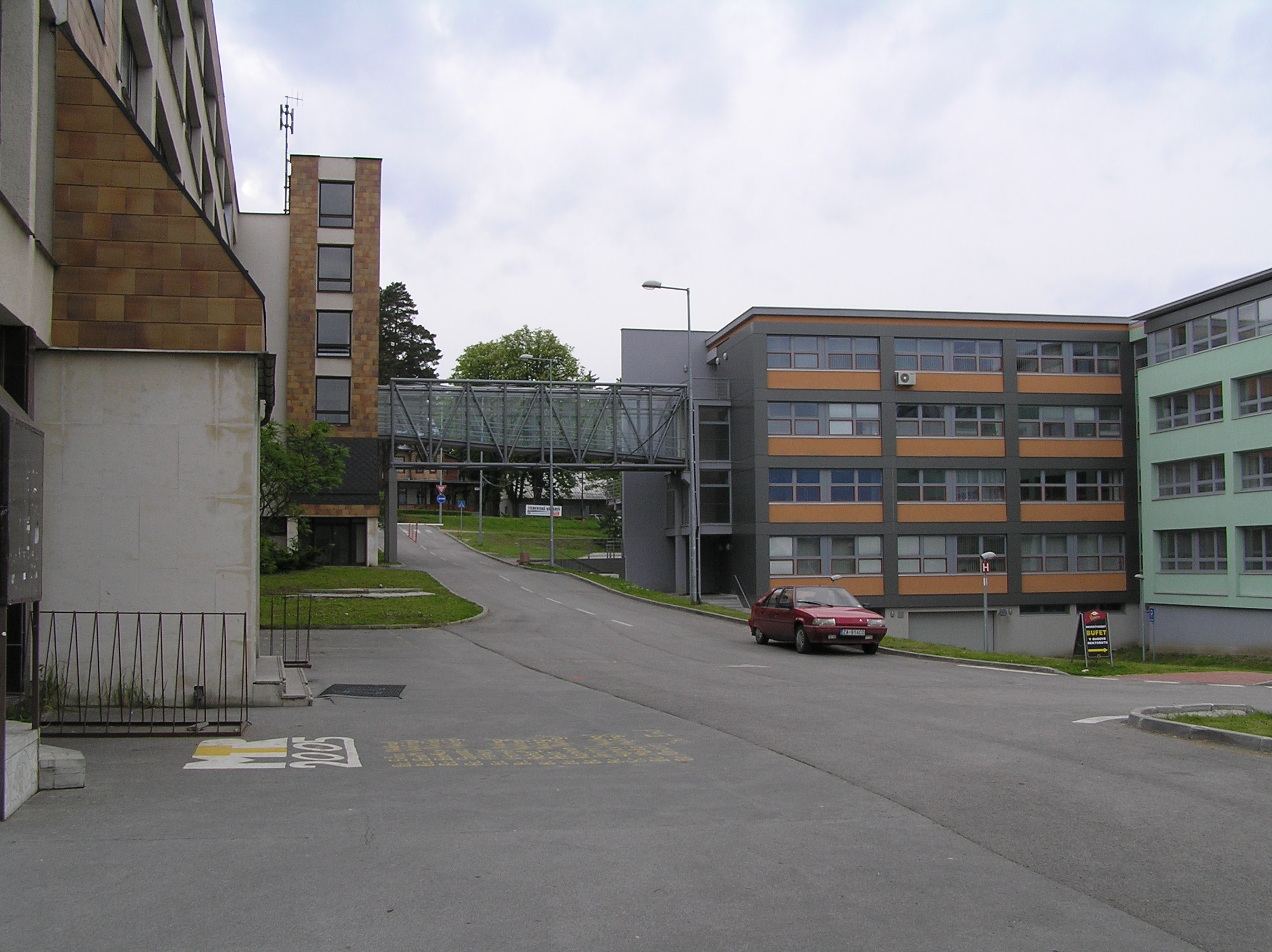
Das Gebäude des Rektorats der Universität Žilina

### Eisenbahn
Žilina ist ein Eisenbahnknotenpunkt und liegt an den Enden der Bahnstrecken von Bratislava sowie von Košice und damit fast genau in der Mitte der Bahnverbindung Bratislava – Žilina – Poprad – Košice. Daneben gibt es auch eine Lokalbahn nach Rajec.

Eine weitere Hauptstrecke führt über Čadca nach Ostrava und Prag bzw. nach Katowice. Zusätzlich gibt es noch eine Regionalbahnverbindung nach Rajec.

Bratislava und Košice sind mit Schnellzügen der Slowakischen Staatsbahn im 2-Stunden-Takt erreichbar. Die wesentlich schnelleren Intercity-Züge fahren seltener, mit ihnen beträgt die Fahrzeit nach Bratislava 2:30, nach Košice 2:40.

Im internationalen Verkehr bestehen regelmäßige Verbindungen nach Wien, Katowice, Warschau, Krakau, Prag, Brünn und Kiew. Je einmal täglich gibt es eine SuperCity-Verbindung nach Prag oder Košice. Darüber hinaus bieten die beiden privaten Bahngesellschaften Leo Express und Regiojet Direktverbindungen u. a. nach Prag, Bratislava und Košice an.

### Stadtverkehr
Es gibt einige Trolleybuslinien und ein Stadtbussystem.

### Straße
Die Stadt ist ein wichtiger Straßenverkehrsknoten innerhalb der Slowakei.
Žilina liegt an der noch nicht fertiggestellten D1, die Bratislava mit Košice verbinden soll, und an der teilweise fertiggestellten D3. Beide treffen sich westlich von Žilina beim Ort Hričovské Podhradie am Autobahnknoten Žilina. Die D1 endet derzeit an der Ausfahrt Žilina-juh (199), die Fortsetzung Richtung Košice über den 7,5 km langen Višňové-Tunnel ist noch in Bau. Die D3 bildet mittlerweile die Nordwestumgehung (inklusive des 2,2 km langen Považský-Chlmec-Tunnels) der Stadt, jedoch noch ohne Fortsetzung Richtung Čadca sowie Tschechien und Polen.
Auf der Ebene der Fernstraßen führen vier Straßen 1. Ordnung in die Stadt hinein: die I/11 von Čadca sowie Tschechien und Polen heraus, die I/18 von Martin, Poprad und der Ostslowakei, die I/64 von Rajec und Prievidza sowie die I/61 von Považská Bystrica, Trenčín und Bratislava. Alle treffen sich am inneren Straßenring von Žilina, der I/60.
Drei Europastraßen kreuzen sich in Žilina: 50, 75 und 442.

### Flugverkehr
Der Flughafen Žilina ist ein internationaler Flughafen mit dem IATA-Flughafencode ILZ und dem ICAO-Code LZZI.

## Städtepartnerschaften
Žilina hat zwölf Partnerstädte:
| - Bielsko-Biała, Polen, seit 1997 - Dnipro, Ukraine, seit 2003 - Essen, Belgien, seit 2003 - Frýdek-Místek, Tschechien, seit 2008 - Grodno, Belarus, seit 2017 - Changchun, Volksrepublik China, seit 1993 | - Kikinda, Serbien, seit 2004 - Krasnojarsk, Russland, seit 2011 - Nanterre, Frankreich, seit 1972 - Pilsen, Tschechien, seit 2008 - Prag 15, Tschechien, seit 2008 - Třinec, Tschechien, seit 2015 |

## Söhne und Töchter der Stadt
- Jakab Cseszneky, ungarischer Aristokrat des 13. Jahrhunderts
- Elias Ladiver (1631–1686), ungarischer Pädagoge
- Juraj Tvrdý (1780–1863), Priester, Patriot und bedeutender Förderer der slowakischen Literatur
- Viktor Tausk (1879–1919), Psychoanalytiker
- Gwido Langer (1894–1948), polnischer Kryptoanalytiker
- Ladislav Hecht (1909–2004), Tennisspieler
- Gerhard Kronberg (1913–2001), Kirchenmusiker und Komponist
- Štěpán Lucký (1919–2006), Komponist und Musikwissenschaftler
- František Reich (1929–2021), Ruderer
- Jana Štěpánková (1934–2018), Schauspielerin
- Ľubomír Feldek (* 1936), Schriftsteller
- Július Haas (* 1948), Eishockeyspieler und -trainer
- Dárius Rusnák (* 1959), Eishockeystürmer
- Ján Franek (* 1960), Boxsportler
- Stanislav Griga (* 1961), Fußballtrainer
- Martin Šulík (* 1962), Schauspieler, Drehbuchautor und Regisseur
- Juraj Blanár (* 1966), Politiker
- Roman Ondák (* 1966), Künstler
- Michal Franek (* 1967), Boxsportler
- Vladimír Leitner (* 1974), Fußballspieler
- Martin Riška (* 1975), Radrennfahrer
- Marek Mintál (* 1977), Fußball-Nationalspieler
- Ronald Petrovický (* 1977), Eishockeystürmer
- Zuzana Babiaková (* 1978), Eiskunstläuferin
- Peter Diviš (* 1978), Volleyballspieler
- Peter Cudek (* 1979), Jazzmusiker
- Karol Križan (* 1980), Eishockeytorhüter
- Radoslav Židek (* 1981), Snowboarder
- Roman Patkoló (* 1982), Kontrabassist und Hochschullehrer
- Martina Babáková (* 1983), Tennisspielerin
- Dušan Kuciak (* 1985), Fußball-Nationalspieler
- Tomáš Bezdeda (* 1985), Sänger
- Peter Pekarík (* 1986), Fußball-Nationalspieler
- Lukáš Diviš (* 1986), Volleyballspieler
- Adrian Sikora (* 1988), Tennisspieler
- Peter Sagan (* 1990), Cyclocross-, Mountainbike- und Straßenradrennfahrer
- Monika Rajnohová (* 1993), Handballspielerin
- Stanislav Horanský (* 1994), Eishockeystürmer
- Peter Cehlárik (* 1995), Eishockeystürmer
- Stanislav Škorvánek junior (* 1996), Eishockeyspieler
- Martin Gamboš (* 1998), Fußballspieler
- Peter Chríbik (* 1999), Fußballspieler
- Dávid Ďuriš (* 1999), Fußballspieler
- Šimon Lopušan (* 2002), Eishockeyspieler
- Ema Doboszová (* 2003), Eiskunstläuferin
- Ella Hrbáňová (* 2004), Skirennfahrerin
- Vanesa Šelmeková (* 2007), Eiskunstläuferin
- Nela Lopušanová (* 2008), Eis- und Streethockeyspielerin